# Катанеа, Джузеппина
Джузеппина Катанеа или Мария Иосифина Иисуса Распятого (итал. Maria Giuseppina di Gesù Crocifisso, 18.02.1896 г., Неаполь, Италия — 14.03.1948 г., там же) — блаженная Римско-католической церкви, монахиня ордена босых кармелиток.

## Биография
Джузеппина Катанеа родилась 18 февраля 1896 года в Неаполе в Италии в семье Франциска Катанеа и маркизы Кончетты Гримальди. Кроме неё в семье было еще две дочери - Антониетта и Мария. В мае 1904 года Пинелла (так её звали дома) получила Первое Причастие и Миропомазание. Когда ей было 14 лет, Антониетта вступила в общину босых кармелиток на холме Санта-Мария-ай-Монти близ Понти Росси в Неаполе. Поступок сестры пробудил монашеское призвание в Джузеппине.
Завершив образование в частном учебном заведении 10 марта 1918 года, она пришла на богомолье в общину в Понти Росси, в которой подвизалась её сестра и осталась в ней навсегда. В 1922 году Джузеппина заболела стенокардией, затем у неё развился туберкулез позвоночника с деформацией позвонков. Но 26 июня 1923 года она была чудесным образом исцелена, после того как приложилась к мощам святого Франциска Ксаверия, принесённым для поклонения в Неаполь.
7 декабря 1932 года указом Римского папы Пия XI община босых кармелиток в Понти Росси была преобразована в монастырь святых Иосифа и Терезы. Джузеппина начала новициат. 30 мая 1933 года она приняла монашеское облачение и взяла новое имя Марии Иосифины Иисуса Распятого, а 6 августа того же года принесла монашеские обеты. Несмотря на слабое здоровье 2 апреля 1934 года по благословению архиепископа-митрополита Неаполя кардинала Алеззио Аскалези Мария Иосифина была поставлена помощницей настоятельницы.
6 августа 1945 года она была назначена викарией, а 29 сентября того же года её избрали в настоятельницы монастыря, хотя она могла передвигаться только в инвалидной коляске. Из послушания духовнику иеромонаху ордена босых кармелитов Ромуальда Святого Антония Мария Иосифина написала «Автобиографию» (с 1894 по 1932 годы) и «Дневник» (с 1925 по 1945 годы). С 1943 года болезнь её возобновилась и стала прогрессировать.
Мария Иосифина Иисуса Распятого умерла в 14 марта 1948 года Страстную Пятницу в монастыре в Понти Росси, в Неаполе. В течение 13 дней после смерти, пока верующие прощались с ней, её тело оставалось нетленным.

## Почитание
Процесс по беатификации Марии Иосифины длился с 27 декабря 1948 года по 18 февраля 1952. 3 января 1987 она была объявлена достопочтенной.
1 июня 2008 года в кафедральном соборе Неаполя архиепископ-митрополит Неаполя кардинал Кресченцио Сепе по благословению Римского папы Бенедикта XVI провозгласил её блаженной.
Литургическая память ей совершается 26 июня.